# الصحافة الأمريكية الأيرلندية

## البدايات
كانت أول صحيفة كاثوليكية في الولايات المتحدة هي منوعات الولايات المتحدة الكاثوليكية في تشارلستون بولاية ساوث كارولينا. تأسست في عام ١٨٢٢من قبل الأسقف جون إنجلاند (١٧٨٦-١٨٤٢) الذي كان لديه خبرة كمحرر في أيرلندا، تم تغيير اسمها إلى تشارلستون الكاثوليكية المتنوعة عندما انفصلت ساوث كارولينا، توقفت عن النشر في عام ١٨٦١خلال الحرب الأهلية.

## حرب اهلية
هرب جون ميتشل (١٨١٥-١٨٧٥) وهو مقاتل بروتستانتي من أجل الاستقلال الأيرلندي، سجنه البريطانيون وجاء إلى الولايات المتحدة وأصبح محررا لصحيفة كونفدرالية رائدة في ريتشموندخلال الحرب الأهلية.
كان جيمس ماكماستر محرر مجلة فريمان جورنال في نيويورك، ديمقراطيا معتدلا حذرا قبل بدء الحرب الأهلية بمجرد بدء إطلاق النار،انقلب بقوة ضد إدارة لينكولن وأصبح قائدا غاضبا لحركة كوبرهيد المناهضة للحرب.
بوسطن
المقالة الرئيسية: The Pilot (صحيفة ماساتشوستس)
كان جون بويل أورايلي (١٨٤٤-١٨٩٠) محررا في بوسطن بايلوت . ومن بين المحررين الآخرين توماس دارسي ماكجي (١٨٢٥-١٨٦٨) وجيمس جيفري روش (١٨٤٧-١٩٠٨). انضم روش إلى الموظفين في عام ١٨٦٦، وفي عام ١٨٩٠ أصبح محررا ومتحدثا بارزا باسم المثقفين الكاثوليك في نيو إنجلاند. كان ديمقراطيا ليبراليا نشطا قدم الدعم للنقابات العمالية كانت صحيفته بايلوت واحدة من الصحف القليلة التي دعمت ويليام جينينغز بريان في عامي ١٨٦٩و١٩٠٠. باعتبارها المركز السياسي والفكري لأمريكا الأيرلندية أنتجت بوسطن العديد من الصحفيين للصحافة العلمانية وخاصة الصحف الشعبية التي جذبت القراء الأيرلنديين. بحلول عام ١٨٩٠، أصبحت صحيفة بوسطن غلوب الرئيسية في المدينة معقلا مع هيئة تحرير يهيمن عليها الكاثوليك الأيرلنديون.
نيويورك وبروكلين
المقالة الرئيسية: الغيلية الأمريكية، نيويورك فريمان والكمبيوتر اللوحي (أبرشية بروكلين)
أسس باتريك فورد (١٨٣٧-١٩١٣) العالم الأيرلندي في نيويورك، كان أوستن إي فورد (١٨٥٧-١٨٦٩) محررا لصحيفة نيويورك فريمان. كان جون ديفوي (١٨٤٢-١٩٢٨) محررا للمجلة الغيلية الأمريكية ١٩٠٣-١٩٢٨.جيمس ماكماستر (١٨٢٠-١٨٨٦) ، كان محررا لمجلة فريمان. نجل وزير مشيخي اسكتلندي أيرلندي اعتنق الكاثوليكية في عام ١٨٤٥وأصبح صحفيا في عام ١٨٤٨اشترى مجلة فريمان والسجل الكاثوليكي قام بتحريره حتى وفاته مما منحه جمهورا وطنيا وتأثيرا. تشاجر إلى ما لا نهاية مع القادة الكاثوليك الآخرين بصفته كوبرهيد مناهضا للحرب، اشتهر باعتقاله في عام ١٨٦١بتهمة الخيانة حيث تم قمع صحيفته من قبل الحكومة الفيدرالية لدعمها الكونفدرالية. كان في السجن لفترة وجيزة، لكن سمح له باستئناف النشر في عام١٨٦٢. كان مؤيدا قويا للمدارس الضيقة والبابوية بات سكانلان (١٨٩٤-١٩٨٣) كان مدير التحرير (١٩١٧-١٩٦٨) لبروكلين تابلت الصحيفة الرسمية لأبرشية بروكلين كان قائدا في الكفاح ضد كو كلوكس كلان ولصالح عمل الفيلق الوطني للحشمة في تقليل النشاط الجنسي في أفلام هوليوود يقول المؤرخ ريتشارد باورز إن سكانلان ظهرت في عشرينيات القرن العشرين:
كمتحدث رئيسي لنوع مشاكس بشكل خاص من معاداة الشيوعية الكاثوليكية المتشددة وهو الأمريكيون الأيرلنديون الذين  بعد معاناتهم من ١٠٠عام من التحيز ضد الكاثوليكية في أمريكا، ردوا على أي انتقاد للكنيسة باعتباره هجوما متعصبا على وضعهم الذي اكتسبوه بشق الأنفس في المجتمع الأمريكي لقد جمع بين أسلوب كتابة حيوي مليء بالقدح والذم مينكينسك مع حب جامح للجدل. في عهد سكانلان أصبح الجهاز اللوحي الصوت الوطني لمعاداة الشيوعية الكاثوليكية الأيرلندية - وشوكة في خاصرة البروتستانت واليهود في نيويورك.
شيكاغو
جعل جيمس دبليو شيهان شيكاغو تايمز صوت الحزب الديمقراطي في شيكاغو. تم تمويله من قبل السناتور ستيفن أ. دوغلاس الذي احتاج إلى صحافة بعد أن هجرته صحف شيكاغو الرئيسية في عام١٨٥٤. باع شيهان الصحيفة بعد وفاة دوغلاس في عام١٨٦١.جوزيف ميديل (١٨٢٣-١٨٩٩)  المولود لعائلة اسكتلندية أيرلندية في كندا كان المالك المشارك ومدير تحرير شيكاغو تريبيون سياسي جمهوري انتخب عمدة شيكاغو بعد الحريق الكبير عام ١٨٧١، الذي دمر المنطقة التجارية بأكملها بما في ذلك مبنى تريبيون.مارغريت بوكانان سوليفان (١٨٤٧-١٩٠٣)  التي تعمل في الصحيفة الديمقراطية شيكاغو تايمز، كانت أشهر مراسلة في شيكاغو في سبعينيات و ثمانينيات القرن التاسع عشر كانت ناشطة من أجل حق المرأة في التصويت والقومية الأيرلندية فضلا عن كونها معارضة واضحة لمعاداة الكاثوليكية.هاجر جيمس كيلي (١٨٦٧-١٩٣٤)  وهو صبي كاثوليكي أيرلندي فقير في لندن بمفرده في عام ١٨٨٣، وعمل في العديد من الصحف. كان مدير التحرير القوي تحت إشراف المحرر توماس ج. ريس من عام ١٩٩٨إلى عام ٢٠٠٥ نشرت المجلة مقالات ومقالات رأي تتخذ مواقف تتعارض مع التعاليم الاجتماعية الكاثوليكية الرسمية بشأن مسائل مثل المثلية الجنسية والعزوبة الدينية، وفيروس نقص المناعة البشرية الإيدز وأدوار المرأة. أجبر ريس على الاستقالة في مايو ٢٠٠٥بأوامر من اللاهوتي المحافظ الكاردينال جوزيف راتزينغر - البابا بنديكتوس السادس عشر لاحقا - الذي كانت وكالته الفاتيكانية تراقب أمريكا لسنوات.
العالم الكاثوليكي المقالة الرئيسية: العالم الكاثوليكي كومونويل
المقالة الرئيسية: كومونويل (مجلة)

## القرن ال ٢٠
وليام ف. باكلي الابن المقالة الرئيسية: وليام ف. باكلي الابن
بعد فترة وجيزة من تخرجه من جامعة ييل، أسس الشاب بيل باكلي في عام ١٩٥٥المجلة السياسية الوطنية استعراض لم تقدم فقط مادة فكرية أسبوعية للمحافظة في الولايات المتحدة بل حددت المعايير والقضايا المركزية لحركة سياسية كبرى انتصرت أخيرا في انتخاب رونالد ريغان في عام١٩٨٠. إلى جانب العديد من الروايات ، كتب باكلي مقالات وأعمدة تم توزيعها على نطاق واسع واستضاف ١٤٢٩حلقة من البرنامج التلفزيوني خط النار (١٩٦٦-١٩٩٩) حيث أصبح معروفا بلهجته عبر المحيط الأطلسي ومفرداته سيسكويبيداليان.  قال المؤرخ جورج إتش ناش إن باكلي كان "يمكن القول إنه أهم مفكر عام في الولايات المتحدة في نصف القرن الماضي لجيل كامل، كان الصوت البارز للمحافظة  الأمريكية وأول شخصية مسكونية عظيمة ".الإذاعة والتلفزيون تشارلز كوغلين
المقالة الرئيسية: تشارلز كوغلين
كان تشارلز كوغلين كاهنا كاثوليكيا مثيرا للجدل للغاية بالقرب من ديترويت. بدأ البث لديه خطب للجمهور الوطني وتحول بشكل متزايد إلى الموضوعات السياسية. كان أول معلق سياسي يستخدم الراديو للوصول إلى جمهور كبير حيث تم ضبط ما يصل إلى ثلاثين مليون مستمع إلى بثه الأسبوعي خلال ثلاثينيات القرن العشرين. كان في الأصل مؤيدا ليبراليا للديمقراطي فرانكلين دي روزفلت وبحلول عام ١٩٣٤أصبح ناقدا قاسيا لروزفلت باعتباره ودودا للغاية مع المصرفيين. في عام ١٩٣٤أعلن عن منظمة سياسية جديدة تسمى الاتحاد الوطني للعدالة الاجتماعية. كتب برنامجا يدعو إلى الإصلاحات النقدية وتأميم الصناعات الرئيسية والسكك الحديدية وحماية حقوق العمل، وصل عدد الأعضاء إلى الملايين  لكنها لم تكن منظمة تنظيما جيدا على المستوى المحلي. بحلول أواخر ثلاثينيات القرن العشرين ركز برنامج كافلين  بينما لا يزال يتمتع بشعبية كبيرة بشكل متزايد على المصرفيين الأشرار واليهود. في عام ١٩٣٩، أجبرت إدارة روزفلت أخيرا على الإلغاء .

## نقاش الراديو
ماري مارغريت ماكبرايد (يمين) تجري مقابلة مع السيدة الأولى إليانور روزفلت.
واحدة من أوائل وأشهر مضيفي البرامج الحوارية الإذاعية من ١٩٣٤إلى ١٩٥٠كانت ماري مارغريت ماكبرايد (١٨٩٩-١٩٧٦) من مهنة مبكرة في كتابة الصحف والمجلات انتقلت إلى راديو ور في نيويورك في عام١٩٣٤. قدم برنامجها اليومي لنصائح المرأة شخصية جدة لطيفة وذكية مع رسم ميسوري. في عام ١٩٣٧ أطلقت على شبكة راديو CBS الوطنية عرضا مشابها وناجحا للغاية بصفتها ماري مارغريت ماكبرايد أجرت مقابلات مع شخصيات معروفة في عالم الفنون والترفيه والسياسة لمدة ٤٥دقيقة باستخدام أسلوب معترف به على أنه أصلي لنفسها. في أربعينيات القرن العشرين بلغ عدد الجمهور اليومي لبرنامجها الموجه لربة المنزل من ستة إلى ثمانية ملايين مستمع.

## القرن ٢١
مقدمو البرامج الحوارية
المقالة الرئيسية : عرض هوي كار دوناهو وكريس ماثيوز إد سوليفان كان واحدا من أبرز الشخصيات التلفزيونية في خمسينيات و ستينيات القرن العشرين.اشتهر كريس ماثيوز  ببرنامجه الحواري الليلي لمدة ساعة هاردبول مع كريس ماثيوز والذي يتم بثه على قناة تلفزيون الكابل MSNBC.
انظر أيضا:
- الصحافة الألمانية الأمريكية[1]
- تاريخ الصحف الأمريكية
- ثقافة الصحافة

المنشورات
- مجلة العالم الكاثوليكي (١٨٦٥-١٩٩٦)
- مجلة دوناهو (١٨٧٨-١٩٠٨)
- الغيلية الأمريكية، نيويورك
- نيويورك فريمان، نيويورك
- العدالة الاجتماعية (دورية) (١٩٣٦-١٩٤٢)

الشخصيات
- جيمي بريسلين
- مورين دود
- تشارلز بنديكت دريسكول (١٨٨٥-١٩٥١)
- فينلي بيتر دن (١٨٦٧-١٨٣٦)
- جيمس هاجرتي (١٩٠٩-١٩٨١) - السكرتير الصحفي للبيت الأبيض من ١٩٥٣إلى ١٩٦١في عهد الرئيس أيزنهاور